# Bykhaw
Bykhaw (en biélorusse : Быхаў, en lacinka : Bychaŭ) ou Bykhov (en russe : Быхов) est une ville de la voblast de Moguilev, en Biélorussie. Sa population s'élevait à 17 082 habitants en 2017.

## Géographie
Bykhaw est arrosée par le Dniepr et se trouve à 42 km au sud de Moguilev et à 182 km au sud-est de Minsk.

## Histoire

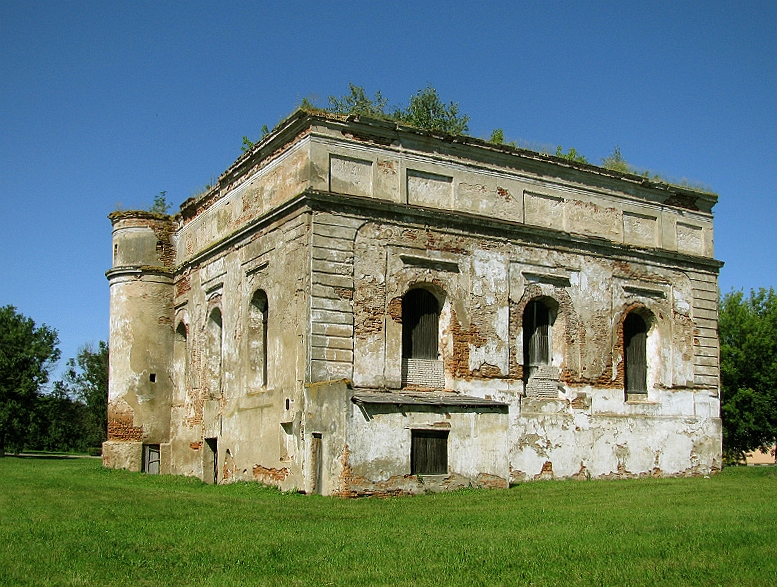
Synagogue de Bykhaw

La ville est connue pour sa synagogue du XVIIe siècle et pour son lycée de jeunes filles, qui fut transformé en prison par Kérensky en 1917 afin d'accueillir les généraux et commandants russes impliqués dans l'affaire Kornilov. En 1924, Bykhaw devint un centre administratif de raïon. Pendant la Seconde Guerre mondiale, elle fut occupée par l'Allemagne nazie de l'été 1941 au 22 juin 1944. La communauté juive de Bykhaw fut exterminée au cours de deux exécutions de masse, dans le cadre de la Shoah par balles ; en septembre et en novembre 1941, quelque 4 600 personnes furent ainsi assassinées par les SS.
Sa base aérienne a accueilli, de 1951 à 1991, plusieurs escadres de bombardiers stratégiques de l’aviation navale et de l’armée de l’air soviétique. Ce qui l'a placé en tête de liste des objectifs à détruire par le Strategic Air Command dans son plan de 1956 concernant 1959.

## Population
Recensements (*) ou estimations de la population :
| 1815  | 1841  | 1860  | 1897  | 1923* | 1926* |
| ----- | ----- | ----- | ----- | ----- | ----- |
| 3 219 | 5 475 | 6 372 | 6 381 | 7 987 | 7 257 |

| 1939*  | 1959*  | 1970*  | 1979*  | 1989*  | 1999*  |
| ------ | ------ | ------ | ------ | ------ | ------ |
| 11 026 | 13 227 | 17 371 | 18 048 | 20 049 | 18 400 |

| 2009*  | 2013   | 2014   | 2015   | 2016   | 2017   |
| ------ | ------ | ------ | ------ | ------ | ------ |
| 17 031 | 16 818 | 16 789 | 16 934 | 17 012 | 17 082 |